# Велика среда
Велика среда (грч. Μεγάλη Τετάρτη), је среда Страсне седмице. Тога дана Црква се молитвено присећа жене грешнице која је миром помазала Исуса Христа у Витинији, у дому Симона губавога (Лк 7,36-50), а истовремено се спомиње и Јудино издајство, које се збило након тога. На Велику среду престаје се са служењем Пређеосвећене Литургије као и са читањем молитве Св. Јефрема Сирина коју прате велики поклони.

## Начин обележавања
У богослужбеним песмама се дирљиво и поучно пореди поступак покајане блуднице и ученика издајника. Служи се Велико повечерје (као и у уторак), и носе се црне одежде. Пре Литургије, уместо отпуста часова са изобразитељном, свештеник чита молитву: „Владико многомилостиви.." која се током читавог Великог поста чита на крају Великог повечерја. Приликом читања ове молитве, сви присутни у храму чине велике поклоне до земље.
Затим свештеник моли од народа опроштај, као и на почетку Свете Четрдесетнице. Исто чине и сви присутни. На крају Литургије, код „Буди имја Господње.." последњи пут се чита молитва преподобног Јефрема Сирина са три земна поклона и по типику: „потпуно престају поклони који се чине у цркви“. Овим се завршава све што је карактеристично за великопосно богослужење и почињу посебна богослужења, везана искључиво за страдања Господња ("страдална“ или „страсна богослужења").
Код куће, дан се иначе проводи у миру и молитвама. Могу се радити сви послови. Ништа се не прославља и избегавају се сва весеља. Дан протиче у ишчекивању догађаја који су коначно остварење Господњег плана за спасење човека.
На овај празник настављају се Велики четвртак, Велики петак, Велика субота и Васкрс.